# Allons, allons les enfants
Chansons représentant Monaco au Concours Eurovision de la chanson
Ce soir-là
(1960) Dis rien
(1962)
Allons, allons les enfants est une chanson, écrite par Pierre Delanoë, composée par Hubert Giraud et interprétée par Colette Deréal pour représenter Monaco au Concours Eurovision de la chanson 1961 se déroulant à Cannes, en France.

## À l'Eurovision
Elle est intégralement interprétée en français, langue nationale de Monaco, comme le veut la coutume avant 1966. L'orchestre est dirigé par Raymond Lefèvre.
Allons, allons les enfants est la 2e chanson interprétée lors de la soirée, suivant Estando contigo de Conchita Bautista pour l'Espagne et précédant Sehnsucht de Jimmy Makulis pour l'Autriche.
À la fin du vote, Allons, allons les enfants termine 10e sur 16 chansons, obtenant 6 points,.

## Liste des titres
| A1. | Allons, allons les enfants     | Pierre Delanoë | Hubert Giraud         |  |
| B1. | Tu me feras danser (Obsession) | Pierre Carrel  | Pierre Carrel, D. Bee |  |

| A1. | Allons, allons les enfants     | Pierre Delanoë   | Hubert Giraud         |  |
| A2. | Lettre à Véronique             | Françoise Dorin  | Claude Rolland        |  |
| B1. | Tu me feras danser (Obsession) | Pierre Carrel    | Pierre Carrel, D. Bee |  |
| B2. | Tu dors                        | Charles Aznavour | Charles Aznavour      |  |

## Classements

### Classements hebdomadaires
| Classement (1961)                       | Meilleure position |
| --------------------------------------- | ------------------ |
| Belgique (Wallonie Ultratop 50 Singles) | Tip                |
| France (IFOP)                           | 49                 |

## Historique de sortie
| Pays   | Date | Format         | Label   |
| ------ | ---- | -------------- | ------- |
| France | 1961 | 45 tours       | Polydor |
| France | 1961 | super 45 tours | Polydor |